# هيروكو ياماشيتا (ممثلة)
هيروكو ياماشيتا (باليابانية: 山下裕子؛ بالكانا: やました ひろこ) هي مؤدية صوت وممثلة يابانية، ولدت في 20 يونيو 1963 في طوكيو في اليابان.